# Panamericana Televisión
Panamericana Televisión (também conhecido como Pantel) é uma rede de televisão peruana fundada em 1959.